# ガングリオシド
ガングリオシド（Ganglioside）とは、糖鎖上に1つ以上のシアル酸（N-アセチルノイラミン酸：略称 NANA、Neu5Ac）を結合しているスフィンゴ糖脂質の一種である。現在40種類以上が発見されており、それぞれN-アセチルノイラミン酸の数と位置が異なっている。
ガングリオシドは細胞膜表面の脂質ラフトに集中して存在し、細胞のシグナル伝達を調節している。また、免疫学的に重要な働きをしていることがわかっている。
かつて、天然、もしくは半合成のガングリオシドは神経変性疾患の治療に役立つ可能性が指摘されていた。しかし、現在では、ガングリオシド注射の副作用によって神経変性が誘発される危険性が指摘されている。
インフルエンザウイルスのヘマグルチニンは、特定のガングリオシドと結合することで細胞に感染する。

## 主なガングリオシド

### 種類
- GD1a
- GD1b
- GD2
- GD3
- GM1
- GM2
- GM3
- GT1b

### 構造
GM2-1  =  aNeu5Ac(2-3)bDGalp(1-?)bDGalNAc(1-?)bDGalNAc(1-?)bDGlcp(1-1)Cer

GM3  =  aNeu5Ac(2-3)bDGalp(1-4)bDGlcp(1-1)Cer

GM2,GM2a(?)  =  bDGalpNAc(1-4)[aNeu5Ac(2-3)]bDGalp(1-4)bDGlcp(1-1)Cer

GM2b(?)  =  aNeu5Ac(2-8)aNeu5Ac(2-3)bDGalp(1-4)bDGlcp(1-1)Cer

GM1,GM1a  =  bDGalp(1-3)bDGalNAc[aNeu5Ac(2-3)]bDGalp(1-4)bDGlcp(1-1)Cer

asialo-GM1,GA1  =  bDGalp(1-3)bDGalpNAc(1-4)bDGalp(1-4)bDGlcp(1-1)Cer

asialo-GM2,GA2  =  bDGalpNAc(1-4)bDGalp(1-4)bDGlcp(1-1)Cer

GM1b  =  aNeu5Ac(2-3)bDGalp(1-3)bDGalNAc(1-4)bDGalp(1-4)bDGlcp(1-1)Cer

GD3  =  aNeu5Ac(2-8)aNeu5Ac(2-3)bDGalp(1-4)bDGlcp(1-1)Cer

GD2  =  bDGalpNAc(1-4)[aNeu5Ac(2-8)aNeu5Ac(2-3)]bDGalp(1-4)bDGlcp(1-1)Cer

GD1a  =  aNeu5Ac(2-3)bDGalp(1-3)bDGalNAc(1-4)[aNeu5Ac(2-3)]bDGalp(1-4)bDGlcp(1-1)Cer

GD1alpha  =  aNeu5Ac(2-3)bDGalp(1-3)bDGalNAc(1-4)[aNeu5Ac(2-6)]bDGalp(1-4)bDGlcp(1-1)Cer

GD1b  =  bDGalp(1-3)bDGalNAc(1-4)[aNeu5Ac(2-8)aNeu5Ac(2-3)]bDGalp(1-4)bDGlcp(1-1)Cer

GT1a  =  aNeu5Ac(2-8)aNeu5Ac(2-3)bDGalp(1-3)bDGalNAc(1-4)[aNeu5Ac(2-3)]bDGalp(1-4)bDGlcp(1-1)Cer

GT1,GT1b  =  aNeu5Ac(2-3)bDGalp(1-3)bDGalNAc(1-4)[aNeu5Ac(2-8)aNeu5Ac(2-3)]bDGalp(1-4)bDGlcp(1-1)Cer

OAc-GT1b  =  aNeu5Ac(2-3)bDGalp(1-3)bDGalNAc(1-4)aXNeu5Ac9Ac(2-8)aNeu5Ac(2-3)]bDGalp(1-4)bDGlcp(1-1)Cer

GT1c  =  bDGalp(1-3)bDGalNAc(1-4)[aNeu5Ac(2-8)aNeu5Ac(2-8)aNeu5Ac(2-3)]bDGalp(1-4)bDGlcp(1-1)Cer

GT3  =  aNeu5Ac(2-8)aNeu5Ac(2-8)aNeu5Ac(2-3)bDGal(1-4)bDGlc(1-1)Cer

GQ1b  =  aNeu5Ac(2-8)aNeu5Ac(2-3)bDGalp(1-3)bDGalNAc(1-4)[aNeu5Ac(2-8)aNeu5Ac(2-3)]bDGalp(1-4)bDGlcp(1-1)Cer

GGal  =  aNeu5Ac(2-3)bDGalp(1-1)Cer

aNeu5Ac = 5-アセチル-α-ノイラミン酸（5-acetyl-α-neuraminic acid）

aNeu5Ac9Ac = 5,9-ジアセチル-α-ノイラミン酸（5,9-diacetyl-α-neuraminic acid）

bDGalp = β-D-ガラクトピラノース（β-D-galactopyranose）

bDGalpNAc = N-アセチル-β-D-ガラクトピラノース（N-acetyl-β-D-galactopyranose）

bDGlcp = β-D-グルコピラノース（β-D-glucopyranose）

Cer = セラミド (general N-acylated sphingoid)

## 関連人物
- 平林義雄